# SOE Antananarivo
Stade Olympique de I’Emyrne, im deutschen auch als SOE Antananarivo bekannt, war ein madagassischer Sportverein mit Sitz in Antananarivo. Sie gewannen 2001 die madagassische Meisterschaft und wurden 2003 Zweiter im Coupe de Madagascar.

## Geschichte

### Gründung
Gegründet wurde SOE am 16. Dezember 1911 in der madagassischen Hauptstadt Antananarivo als Turnverein und verfügte über eine Turn-, Rugby-, Basketball- und eine sehr erfolgreiche Fußballabteilung. Er war bei der Entstehung einer der wenigen Sportclubs, die nicht nur für Europäer, sondern auch für Madagassen vorbehalten war. Entgegen allen Erwartungen errang die das Team 1913 erstmals einen Sieg über eine französische Militärmannschaft. Dieses Ergebnis wirkte in Kolonialkreisen wie eine Bombe und hatte einen sehr starken Einfluss auf die Entwicklung des Sports in Antananarivo.

### Fußball

#### Saison 1999/00
In der Saison 1999/2000 nahm der Verein erstmals an der Pro League Madagascar teil und absolvierte am 19. November 1999 gegen FC Atamob-Buffalo ihr erstes Ligaspiel. Dieses Spiel ging verloren, weshalb SOE gleich in der dritten Runde aus der Liga ausschied. Auch am Coupe d’Antanarivo war der Verein das erste Mal dabei und verlor im Achtelfinale gegen Domoina Soavina Atsimondrano 4:3 im Elfmeterschießen.

#### Saison 2001
Bei der Meisterschaft 2001 in Madagaskar ist SOE erneut dabei und erreichte das Meisterschafts-Endspiel, als man am 23. September 2001 AS Jirama mit 0:0 und 2:1 besiegt habe. Am 7. Oktober 2001 fand das Finalspiel in Stade de Mahamasina, gegen AS Adema statt. Durch ein Tor von Solo-Henry in der 34. Spielminute, holte Stade Olympique de I’Emyrne erstmals die madagassische Meisterschaft. Am Nationalenpokalwettbewerb nahm der Verein nicht teil, gewann aber am 13. Januar 2002 den Antanarivo Ligapokal, nach dem man Atamob-Buffalo mit 4:0 bezwang.

#### Saison 2002
Erstmals als Meister ging SOE Antananarivo in die Saison 2002 und wurde in der Gruppenphase Tabellenerster. Damit qualifizierte sich der Verein, sowie mit drei weiteren Teams in ihrer Gruppe, für die Meisterschaftsendrunde, die vom 20. bis 31. Oktober in Toamasina stattfinden soll.
In den ersten vier Spielen erspielte der amtierende Meister SOE Antananarivo einen Sieg, zwei Remis und eine Niederlage und erreichte somit 5 Punkte. Rivale AS Adema hatte nach fünf Spieltagen dagegen schon 10 Punkte (drei Siege, ein Remis und eine Niederlage). Somit musste SOE Antananarivo das vorletzte Spiel gegen Domoina Soavina Atsimondrano gewinnen, um im letzten Spiel und im direkten Duell gegen AS Adema die Meisterschaft mit einem weiteren Sieg zu verteidigen. SOE Antananarivo führte kurz vor Schluss noch mit 2:1, bevor der Schiedsrichter der Partie, Benjamina Razafintsalama, Domoina einen von Antananarivo als unberechtigt empfundenen Elfmeter gab. Der Strafstoß wurde verwandelt und das Spiel ging mit 2:2 zu Ende, wodurch AS Adema bereits vor dem direkten Duell gegen SOE Antananarivo neuer Meister wurde. Aus Protest der Schiedsrichterentscheidung im vorherigen Ligaspiel schoss SOE Antananarivo, im Spiel gegen den neuen Meister AS Adema absichtlich Eigentore, so dass daraus eine 149:0-Niederlage wurde. Bis heute ist das Ergebnis der höchste dokumentierte Sieg/Niederlage in einem Fußballspiel.
Infolge des nachfolgenden direkten Duells sperrte der madagassische Verband, die Fédération Malagasy de Football, den Trainer des unterlegenen Teams Ratsimandresy Ratsarazaka, kurz „Zaka Be“ (dreijähriges Berufsverbot und landesweites Stadionverbot), den Torwart und Kapitän der Nationalmannschaft Mamisoa Razafindrakoto, den Spielführer Manitranirina Andrianiaina sowie die Spieler Nicolas Rakotoarimanana und Dominique Rakotonandrasana (jeweils Sperre bis Saisonende und Stadionverbot). Alle anderen Spieler von SOE erhielten dagegen Verwarnungen.
Domoina Soavina Atsimondrano überholte sogar den Verein in der Tabelle und SOE wurde nur Tabellendritter.

#### International
Durch die Meisterschaft 2001 nahm der Verein 2002 erstmals an der CAF Champions-League teil und scheiterte erst gegen den mosambikanischen Fußballverein Costa do Sol in der zweiten Runde.
| Jahr | Wettbewerb           | Runde    | Club              | Hin | Rück | Gesamt      |
| ---- | -------------------- | -------- | ----------------- | --- | ---- | ----------- |
| 2002 | CAF Champions League | Vorrunde | Olympique de Moka | 2:0 | 2:1  | 4:1         |
| 2002 | CAF Champions League | 1        | Petro Atlético    |     | 1:1  | 1:1 (3:1 E) |
| 2002 | CAF Champions League | 2        | Costa do Sol      | 2:1 | 0:2  | 2:3         |

#### Saison 2003
Trotz dieser deutlichen Niederlage, ist der SOE Antananarivo 2003 weiterhin Teil der madagassischen Liga und wurde nach einem 0-0 gegen Ecoredipharm Sieger der Gruppe C. Gemeinsam mit zwei weiteren Teams in ihrer Gruppe qualifizierten sie sich für die Meisterschaftsendrunde. Nachdem man AS Fortior mit 2:1 besiegen konnte, erreichte man das Finale. Das Spiel ging in die Verlängerung, bis Carlos Rakotozafy in der 119. Spielminute den Siegtreffer für Ecoredipharm machte. SOE musste sich mit der Vizemeisterschaft zufriedengeben. Genauso erfolgreich war man beim Coupe de Madagascar, dem Nationalenpokalwettbewerb. Nachdem SOE die Vereine Espoir Ambovombe (2:1), AS CUR Toliara (2:1) und Tanamboa FC PMU (2:1) hinter sich ließ, unterlag man Léopards Transfoot mit 0:1.

#### Saison 2005–2009
2005 wurde SOE nur Vierter und erreichte 2005 das Pokal-Halbfinale. 2009 spielte das Team nur noch Zweitklassig, stieg sogar ein Jahr später in die dritte madagassische Liga ab. 2009 nahm das Team zuletzt an der Coupe de Madagascar teil und erreichte das Achtelfinale. Der aktuelle Verbleib des Vereins ist unbekannt.

#### Heute
In den 2010er Jahren wurde die Fußballabteilung von SOE zunehmend inaktiver. Aktuell verfügt der Verein nur noch über eine Rugby- sowie Basketballabteilung.

## Stadion
Das Emyrne Olympic Stadium ist die Heimspielstätte des SOE, mit einer Kapazität von 1500 Zuschauern.

## Erfolge
- Madagassischer Meister: 2001
- Madagassischer Vizemeister: 2003
- Madagassischer Pokalfinalist: 2003
- Antananarivo Ligapokalsieger: 2001